# Niphon de Constantinople
Niphon est patriarche de Constantinople du 9 mai 1310 au 11 avril 1314 selon Venance Grumel ou du 10 avril 1310 à mars 1314 selon Vitalien Laurent.

## Biographie
Évêque de Cyzique, Niphon finança la reconstruction des murailles de la ville et permit aux réfugiés d'y résider.
Il succède le 9 mai 1310 sur le trône patriarcal à Athanase Ier, connu pour son ascétisme. À la différence de son prédécesseur, il a un goût certain pour le luxe. Toutefois, à l'image de l'empereur Andronic II, il désire mettre fin au schisme arsénite qui frappe l'Église byzantine depuis la déposition d'Arsène Autorianos sous Michel VIII Paléologue. L'invasion progressive de l'Asie Mineure entraîne un déclin du mouvement arsénite qui reposait sur le soutien des grandes familles asiatiques. Ainsi, il réussit à mettre fin à la crise par un écrit, retranscrit dans une chrysobulle d'Andronic. Celui-ci affirme que ni Jean XI Vekkos, ni Athanase ne seront rappelés sur le trône tandis que le nom de Joseph est effacé des diptyques.
En septembre 1310, une encyclique de Niphon consacre l'unité de l'Église. En novembre 1312, Andronic décrète que les moines de l'Athos sont placés sous la direction du patriarche de Constantinople et donc de Niphon à cette époque. Cela implique que le primat des communautés monastiques de la Sainte Montagne est nommé par le patriarche.
Niphon abdique le 11 avril 1314,.